# Tanze mit mir in den Morgen (Lied)

Philips
Nr. 345 317

Tanze mit mir in den Morgen ist ein deutschsprachiger Schlager im Tangorhythmus, der 1961 mit Gerhard Wendland veröffentlicht wurde. Der Refrain beginnt jeweils mit den eingängigen Worten Darf ich bitten zum Tango um Mitternacht.
Mit dem von Karl Götz (1922–1993) geschriebenen Text und der Musik von Kurt Hertha (1926–2007) brachte die Plattenfirma Philips das Lied unter der Nummer 345 317 PF mit der Rückseite Du fehlst mir so sehr im August 1961 heraus (Chor und Orchester Heinz Alisch). Das Lied wurde ein Nummer-eins-Hit in Deutschland. In den Top 50 der deutschen Musikfachschrift Musikmarkt war der Titel 46 Wochen lang notiert und lag dreimal auf dem ersten Platz. In der Jahres-Musicbox 1962 der Jugendzeitschrift Bravo kam Tanze mit mir in den Morgen auf Platz fünf. Außerdem wurde der Titel mit der Goldenen Schallplatte ausgezeichnet.  Auch im niederländischen "Top 30 Music Express" erreichte der Schlager Platz eins und war dort mehr als ein Jahr in der Charts. Tanze mit mir in den Morgen wurde öfters gecovert, unter anderem von Jimmy Wegland. Hugo Egon Balder nahm 1983 eine Version in der Art der Neuen Deutschen Welle auf.
Tanze mit mir in den Morgen ist auch der Titel eines 1962 unter der Regie von Peter Dörre gedrehten österreichischen Films, in dem Gerhard Wendland in einer Nebenrolle seinen Erfolgstitel singt.